# Patrice Lafargue
Patrice Lafargue (ur. 22 czerwca 1961 roku w Nevers) – francuski kierowca wyścigowy.

## Kariera
Lafargue rozpoczął karierę w międzynarodowych wyścigach samochodowych w 2006 roku od startów we French GT Championship, gdzie jednak nie zdobywał punktów. W późniejszych latach Francuz pojawiał się także w stawce International GT Open, American Le Mans Series, Sportscar Winter Series, Blancpain Endurance Series, FIA GT2 European Cup, 24H Series, Intercontinental Le Mans Cup, 24-godzinnego wyścigu Le Mans, Le Mans Series, Intercontinental Le Mans Cup, V de V Challenge Endurance Moderne, 24 Hours of Barcelona, V de V Endurance GT Tourisme oraz V de V Challenge Endurance.